# Halosaurus carinicauda
Espèce
Halosaurus carinicauda est une espèce de poisson appartenant à la famille des Halosauridés
Synonyme : Halosaurus parvipennis